# Cristian Chivu
Cristian Chivu (Reșița, Romania, 26 d'octubre de 1980), és un exfutbolista romanès, que ocupava la posició de defensa central. És conegut principalment per haver jugat amb l'Inter de Milà, de la Serie A de la lliga italiana, i en la selecció de futbol de Romania. Va ser capità de la selecció de Romania. Actualment és entrenador de l'Inter de Milà.

## Trajectòria
Chivu era un jugador eficaç i amb una bona cama esquerra. Podia jugar escorat a la banda o de defensa central, i a més posseïa un fort xut a mitjana distància.
Començà a jugar en el CSM Resita de la seua ciutat natal, i més tard el va fitxar l'Universitatea Craiova. El seu estil de joc va despertar l'interès de l'Ajax, club que finalment el va contractar, i en les tres temporades que hi va ser va esdevenir un dels defenses més cobejats del mercat i el seu progrés com a jugador fou enorme. L'any 2002, va assolir un triplet en l'equip neerlandès: Lliga, Copa i la Supercopa.
Va fitxar el 2003 per l'AS Roma però va tenir molts problemes d'adaptació i problemes judicials al principi. Posteriorment va anar transformant-se en un jugador important en el club, fins al punt de convertir-se en titular indiscutible de l'equip.
L'estiu de 2007, fitxà per l'Inter de Milà, club que el va adquirir per una suma d'uns 15 milions d'euros, descartant així les ofertes del FC Barcelona i del Reial Madrid, i una renovació de contracte del seu anterior equip, l'AS Roma.

## Clubs
| Club                  | País          | Any       | partits | gols |
| --------------------- | ------------- | --------- | ------- | ---- |
| CSM Reşiţa            | Romania       | 1996-1998 | 23      | 2    |
| Universitatea Craiova | Romania       | 1998-2000 | 32      | 3    |
| Ajax Amsterdam        | Països Baixos | 2000-2003 | 107     | 13   |
| AS Roma               | Itàlia        | 2003-2007 | 85      | 6    |
| Inter de Milà         | Itàlia        | 2007-2014 | 115     | 3    |

## Palmarès

### AFC Ajax
- 1 Lliga neerlandesa: 2002.
- 1 Copa d'Holanda: 2002.
- 1 Supercopa dels Països Baixos: 2002.

### Inter de Milà
- 2 Copes d'Itàlia: 2007, 2010.
- 3 Lligues d'Itàlia: 2007-08, 2008-09 i 2009-10.
- 1 Supercopa d'Itàlia: 2008.
- 1 Lliga de Campions: 2009-10
- 1 Campionat del Món de Clubs: 2010